# Zabłudów
Zabłudów, jiddisch Zablodove, ist eine Stadt in Polen in der Woiwodschaft Podlachien. Sie ist Sitz der gleichnamigen Stadt-und-Land-Gemeinde im Powiat Białostocki.
Der Ort wurde 1553 gegründet. Von 1598 bis zum Beginn des 19. Jahrhunderts gehörte er der  Radziwiłł-Familie. 1654 erhielt  Zabłudów das Magdeburger Stadtrecht. Im Russisch-Polnischen Krieg wurde die Stadt 1659 vom russischen Heer zerstört.
Von 1807 bis 1918 gehörte Zabłudów zu Russland, dann zum Staat Polen. Von 1939 bis 1941 wurde der Ort von sowjetischen Truppen besetzt, dann von deutschen (1941–1944). 

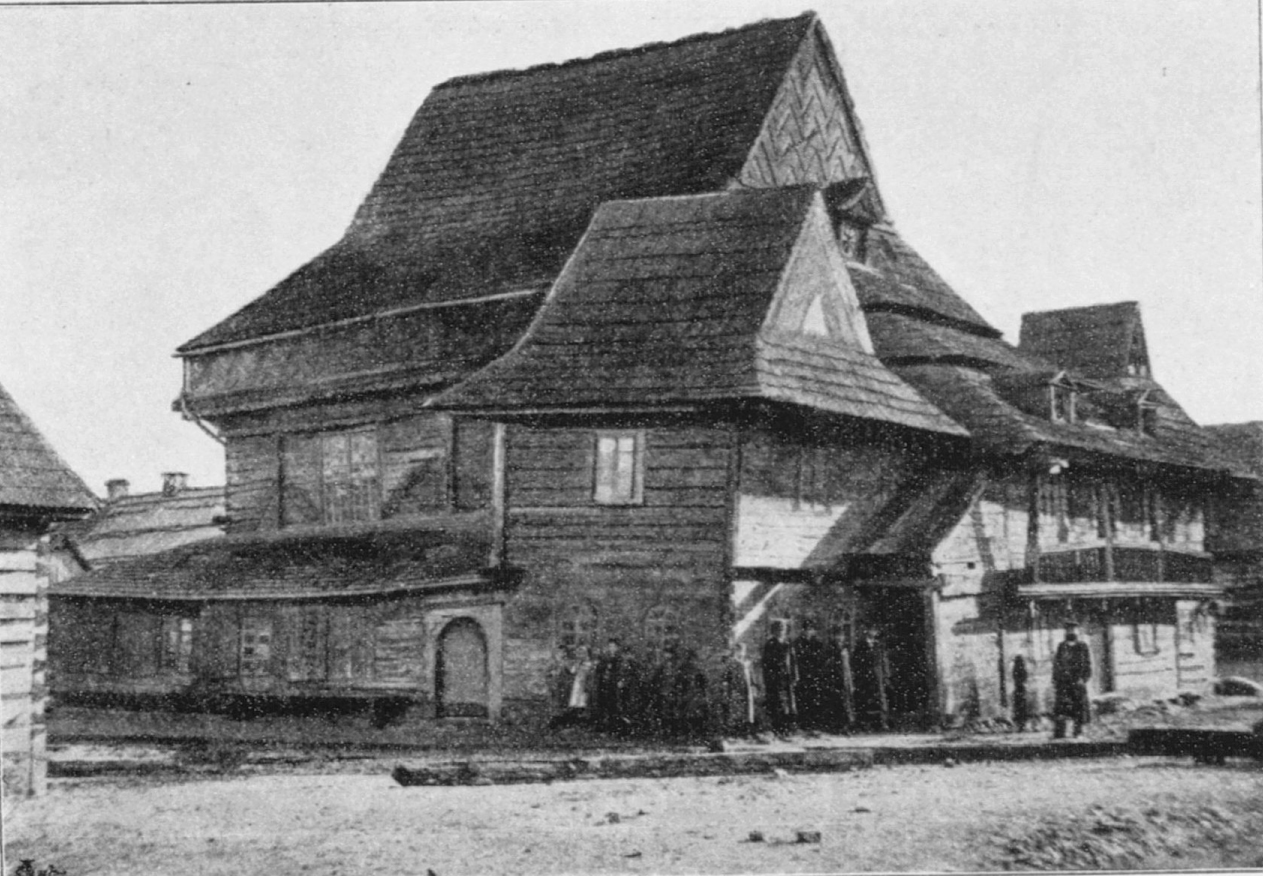
Holzsynagoge von Zabłudów, Aufnahme von 1895

In der Stadt gab es vor der Schoah eine große jüdische Gemeinde. Am Ende des 19. Jahrhunderts waren etwa 60 Prozent der Einwohner Juden. In der Stadt gab es eine in den 1640er Jahren erbaute Synagoge. Deutsche Truppen brannten sie 1941 nieder.